# Aquarian
Aquarian Drumheads (произносится Аква́риэн драмхэдз) — американский производитель барабанных пластиков (мембран) и некоторых барабанных принадлежностей. Расположен в г. Анахайм, штат Калифорния. Входит в число ведущих производителей пластиков наряду с Remo и Evans.

## История
Компания Аквариэн Аксессориз была основана в 1980 г. объединёнными усилиями музыканта Роя Бёрнса и управленца Рона Маркеса. Бёрнс — известный барабанщик, выступавший с такими знаменитостями, как Бенни Гудман, Лайонел Хэмптон и Вуди Херман. Также он занимался преподаванием ударных и написал для этого несколько учебников. Маркес же возглавлял компанию, занимавшуюся электростатическими покрытиями.
Мастерство Роя и богатый производственный опыт Рона позволили им предложить рынку ряд новшеств. Первым изделием Аквариэн стал пружинный замок для тарелок, обеспечивавший возможность подвешивать тарелку с большим наклоном и даже вертикально. За ним последовали графитовые палочки X-10. И, наконец, были созданы пластики Аквариэн.

## Новшества
Компанией Аквариэн было разработано несколько нововведений в производство пластиков:
- «Safe-T-Lock» — конструкция обода, предотвращающая сползание и срыв пластика с обода.
- «Sound Curve» — форма изгиба края пластика, облегчающая его усадку под обручем барабана, что значительно снижает трудности с настройкой.
- «High-Energy» — пластик для малого барабана, рассчитанный на тяжёлую игру и совмещающий высокую чувствительность с долговечностью.
- «Tap Test» — способ, помогающий барабанщику при выборе пластика.

Однако, действительно поразившим мировое сообщество барабанщиков стало изобретение пластика для бас-барабана «Супер-Кик». Музыканты, играющие на Аквариэн, говорят, что басовым пластикам «Супер-Кик» нет равных.

## Серии выпускаемых пластиков

### Длямалого барабана
- «Хай-Велосити» — ударные, двухслойные, с покрытием
- С текстурным покрытием и «Пауэр-Дотом» — ударные, однослойные, с покрытием
- «Новый Орлеан» — ударные, однослойные, прозрачные
- «Хай-Энерджи» — ударные, однослойные, прозрачные
- Классический прозрачный — резонансные
- «Хай-Перформанс» — резонансные

### Длятомов
- Серия «Классический прозрачный»
- Серия «Хай-Фриквенси»
- Серия «Перформанс II»
- Серия «Респонс 2»
- Серия «Супер-2»

### Универсальные
- «Фокус-Экс» — с внутренней стороны имеют кольцо, приглушающее нежелательный звон барабана.
- Подписной пластик «Джек ДеЖонетт» — чёрный пластик с уплотнённым покрытием.
- Серия «Студио-Экс»
- С сатиновым покрытием
- Серия «Современный винтаж»
- Серия «Американский винтаж» — имеют обод немного увеличенного диаметра, облегчающий установку пластика на старые модели барабанов.

### Длябас-барабана
- Серия «Фул Форс» — ударные
- Серия «Импэкт» — ударные
- Серия «Супер Кик» — ударные
- Серия «Портед Басс» — резонансные
- Серия «Регьюлейтор» — резонансные

### Для оркестровых и маршевых барабанов
- «Артикьюлейтор» — для бас-барабана, ударный
- «Импириал II» — для том-томов
- «Пауэртон» — для бас-барабана
- «Пресижн Парэйд» — для малого барабана, ударный
- «Суприм Снэйр» — для малого барабана, резонансный
- «Проджектор»

## Прочая продукция
Пружинные замки для тарелок, колотушки для педали бас-барабана, усиливающие и приглушающие наклейки, чехлы для палочек, графитовые барабанные палочки, пэды для занятий.

## Музыканты, представляющие Аквариэн
Ниже приведён неполный список эндорсеров.
| - Крис Адлер («Лэм ов Год») - Майкл Бедэрд (Джордин Спаркс) - Чед Батлер («Свитчфут») - Джей Джей Джонсон (Джон Мейер) - Дерек Кёрсвилл («Анорт») - Майк Люс («Драунин Пул») - Феликс Поллард (Лайонел Ричи, Эверласт) - Райланд Стин («Рил Биг Фиш») - Эл Уилсон (Тейлор Свифт) - Майк Беннетт (Хилари Дафф) | - Джей Ди Блэр (Шанайя Твейн) - Трэйси Бруссар (Блейк Шелтон) - Ник Д’Вирджилио («Спокс Бэрд», «Тиэрз фо Фиэрз») - Кристофер Флюк (Джон Ледженд) - Пит Магадини - Том Медоуз (Даффи) - Рики Рокетт («Пойзон») - Роджер Тейлор («Дюран Дюран») - Фрэнки Банэли («Квайет Райот») - Томми Клуфетос (Роб Зомби) | - Трэвис Смит («Тривиум») - Тайлер Стюарт («Бэйрнейкид Лейдиз») - Рэнди Блэк («Праймал Фиэр») - Мик Браун («Доккен», Тед Ньюджент) - Дейл Кровер («Мэлвинс») - Джон Хамфри («Сизер») - Адам Марселло (Кэти Перри) - Стив ДиСтанислао (Дэвид Гилмор) - Джеймс Коттак («Скорпионс») - Коби Уоткинс (Сонни Роллинс) | - Джим Боджиос («Каунтин Крауз») - Джек ДеЖонетт («Джаз Ледженд») - Билли Инглиш (Вилли Нельсон) - Билли Томас (Винс Гилл) - Дэниел Гласс («Ройал Краун Ревю») - Эрик Мур («Сюисайдл Тенденсиз») - Джо Поркаро - Джереми Стэйси (Шерил Кроу) - Дерико Уотсон (Виктор Вутен) - Джоуи Уильямс (Джастин Бибер) |